# Ervin Abádi
Ervin Abádi (Aharon Abadi) (n. 9 aprilie 1918,  Budapesta; d. 3 mai 1979, Tel-Aviv) a fost un scriitor, romancier, redactor și grafician maghiar de origine evreiască, stabilit din 1950 în Israel, care a scris în limbile maghiară și ebraică.